# Puka-Puka
Puka-Puka é uma das ilhas do arquipélago de Tuamotu-Gambier, pertencente ao Taiti.